# Chiến dịch Belostock
Lỗi Lua: bad argument #1 to 'lc' (string expected, got number).
Chiến dịch Belostock (tiếng Nga: Белостокская наступательная операция) là một phần của giai đoạn thứ ba và cuối cùng của cuộc tiến công chiến lược của Hồng quân Liên Xô vào mùa hè 1944, thường được gọi là Chiến dịch Bagration. Cuộc tấn công Belostok là một phần của giai đoạn thứ ba, hay giai đoạn 'truy kích' của Chiến dịch Bagration, được bắt đầu sau khi hoàn thành việc bao vây và phá hủy phần lớn Cụm Tập đoàn quân Trung tâm Đức trong Chiến dịch Minsk. Belostok (tiếng Nga: Белосток) là tên Nga hóa của thành phố Białystok của Ba Lan.